# Landifay-et-Bertaignemont
Landifay-et-Bertaignemont é uma comuna francesa na região administrativa de Altos da França, no departamento de Aisne. Estende-se por uma área de 19,6 km². Em 2010 a comuna tinha 270 habitantes (densidade: 13,8 hab./km²).